# Jan Waraczewski
Jan Waraczewski (ur. 19 maja 1948 w Szczecinie, zm. 4 lutego 2017) – polski skrzypek, koncertmistrz orkiestry Filharmonii Szczecińskiej.
Naukę gry na skrzypcach rozpoczął w wieku 4 lat. Ukończył Państwową Szkołę Muzyczną II stopnia im. Feliksa Nowowiejskiego w Szczecinie. W latach 1966–1970 był zatrudniony jako skrzypek w szczecińskim Teatrze Muzycznym, a od 1970 roku otrzymał angaż w orkiestrze Filharmonii Szczecińskiej. Był założycielem oraz dyrygentem Orkiestry "Lekka Kawaleria" oraz Kapeli Zamkowej (1975-1981). W latach 1974–1980 był również członkiem Pomorskiego Kwartetu Smyczkowego.

W 1981 roku wyjechał do RFN, gdzie pracował jako muzyk, m.in. pełniąc w latach 1983-1991 funkcję kapelmistrza i dyrektora artystycznego orkiestry w Badenweiler. Po powrocie do  Polski został zatrudniony jako koncertmistrz szczecińskiej filharmonii. Był pomysłodawcą budowy jej nowej siedziby, w miejscu po dawnym Konzerthausie (rozebranym w 1962 roku). Od 1992 roku kierował również Szczecińską Orkiestrą Kameralną. Łącząc swe dwie pasje - muzykę i żeglarstwo - zainicjował cykl koncertów plenerowych "Muzyka na wodzie", organizowanych na przystani Jachtklubu AZS (od 2002 roku).

Za swe zasługi w 2016 roku został uhonorowany Medalem za Zasługi dla Szczecina. Po śmierci został pochowany na szczecińskim cmentarzu Centralnym.